# Cloudier sky
「cloudier sky」（クラウディア・スカイ）は、日本の女性歌手、彩音の7枚目のシングル。2008年1月25日にFive Recordsより発売された。

## 概要
- 前作「DOLPHIN☆JET」以来6ヶ月振りとなるリリースであり、2008年第1弾シングル。
- シングルについては初めて初回限定盤と通常版との2形態で発売、ジャケットもそれぞれ異なっている。前作同様、本人がCDのジャケットに登場している。初回限定盤付属のDVDに「cloudier sky」のプロモーションビデオが収録されている。
- 表題曲はテレビアニメ『AYAKASHI』のオープニングテーマに起用されている[2]。
- 表題曲の「cloudier sky」は2枚目のオリジナルアルバム『Elephant Notes』に収録され、カップリング曲の「WiSH ON TRUTH」はアルバム未収録となっている。

## 収録曲
| #         | タイトル                     | 作詞       | 作曲       | 編曲      | 時間  |
| --------- | ---------------------------- | ---------- | ---------- | --------- | ----- |
| 1.        | 「cloudier sky」             | 志倉千代丸 | 志倉千代丸 | 磯江俊道  | 4:34  |
| 2.        | 「WiSH ON TRUTH」            | 彩音       | 上野浩司   | 上野浩司  | 5:02  |
| 3.        | 「cloudier sky」(off vocal)  |            |            |           | 4:34  |
| 4.        | 「WiSH ON TRUTH」(off vocal) |            |            |           | 5:02  |
| 合計時間: | 合計時間:                    | 合計時間:  | 合計時間:  | 合計時間: | 19:12 |